# The Philip Morris Playhouse
The Philip Morris Playhouse è una serie televisiva statunitense in 23 episodi trasmessi per la prima volta in diretta sulla CBS nel corso di una sola stagione dal 1953 al 1954.
Sponsorizzata dalla Philip Morris, è una serie di tipo antologico in cui ogni episodio rappresenta una storia a sé. Gli episodi sono storie di genere drammatico e vengono presentati da Kent Smith. La serie è conosciuta anche con i titoli P.M. Playhouse e Phillip Morris Playhouse on Broadway.

## Produzione
La serie fu prodotta dalla Columbia Broadcasting System e girata a New York.

### Sceneggiatori
Tra gli sceneggiatori sono accreditati:
- Aldous Huxley in un episodio (1953)
- Nedra Tyre in un episodio (1953)
- Roald Dahl in un episodio (1954)
- Verne Jay in un episodio (1954)
- Alvin Sapinsley in un episodio (1954)
- Rod Serling in un episodio (1954)

## Distribuzione
La serie fu trasmessa negli Stati Uniti dal 1º ottobre 1953 al 4 marzo 1954 sulla rete televisiva CBS.

## Episodi
| Stagione       | Episodi | Prima TV USA |
| -------------- | ------- | ------------ |
| Prima stagione | 23      | 1953-1954    |